# Placy-Montaigu
Placy-Montaigu ist eine Commune déléguée in der französischen Gemeinde Saint-Amand-Villages mit 212 Einwohnern (Stand: 1. Januar 2022) im Département Manche in der Region Normandie. 

## Geografie
Placy-Montaigu lag etwa 16 Kilometer südöstlich von Saint-Lô auf der Halbinsel Cotentin. Umgeben wurde Placy-Montaigu von den Ortschaften Le Perron im Norden, Val-de-Drôme mit Dampierre im Osten und Nordosten, Saint-Ouen-des-Besaces im Osten und Südosten, Saint-Martin-des-Besaces im Süden und Südosten, Guilberville im Süden und Südwesten sowie Saint-Amand im Westen.

## Geschichte
1834 wurden die bis dahin eigenständigen Gemeinden Placy und Montaigu zusammengelegt. Am 1. Januar 2017 wurde die Gemeinde Placy-Montaigu mit Saint-Amand zur neuen Gemeinde Saint-Amand-Villages zusammengeschlossen. Sie gehörte zum Arrondissement Saint-Lô und zum Kanton Condé-sur-Vire.

### Bevölkerungsentwicklung
| Jahr                       | 1962 | 1968 | 1975 | 1982 | 1990 | 1999 | 2006 | 2013 |
| Einwohner                  | 326  | 312  | 259  | 230  | 201  | 179  | 191  | 224  |
| Quellen: Cassini und INSEE |      |      |      |      |      |      |      |      |

## Sehenswürdigkeiten
- Kirche Saint-Nicolas in Placy aus dem 13. Jahrhundert
- Turm der früheren Kirche Saint-Georges in Montaigu
- Burgruine

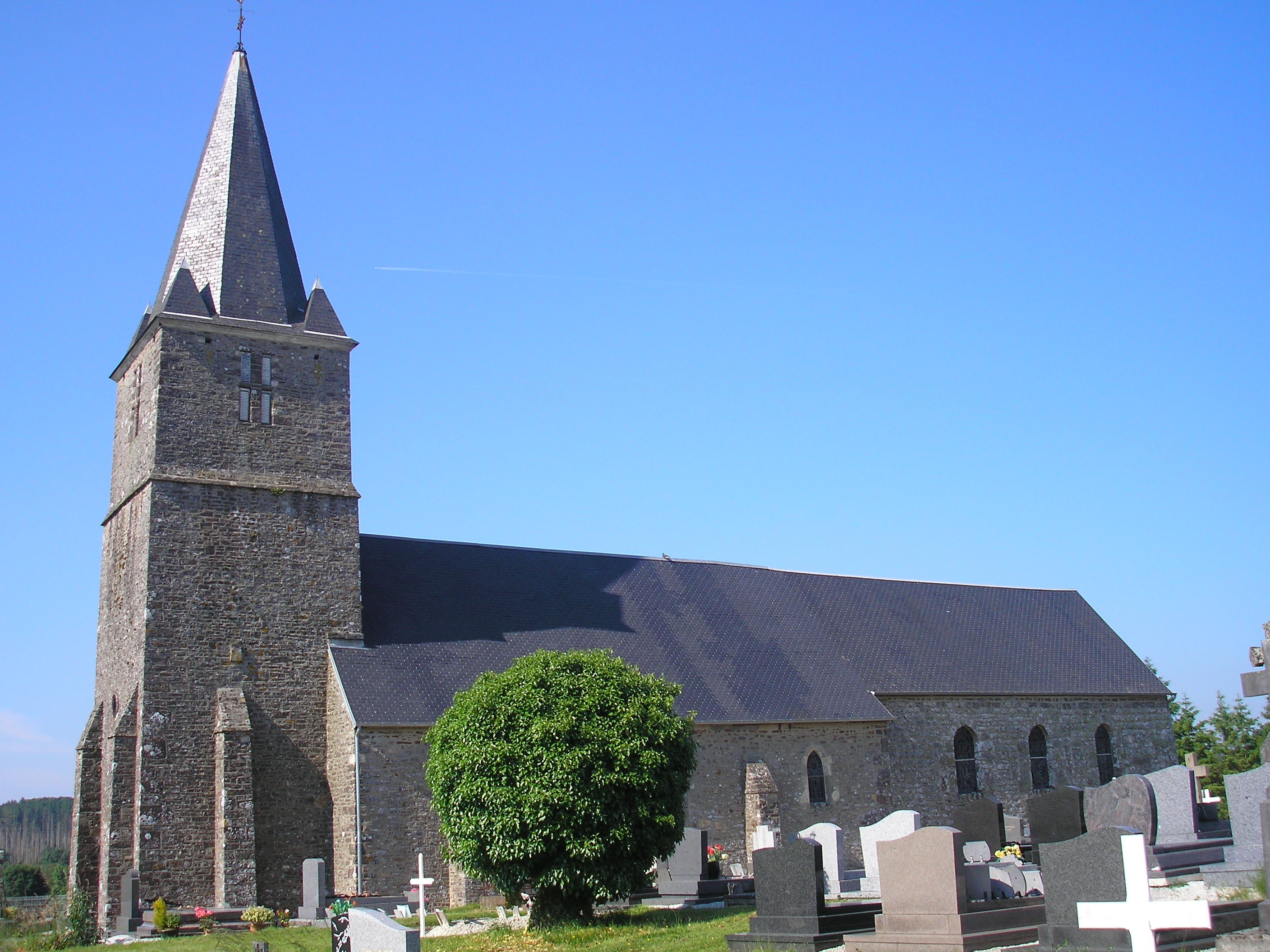
Kirche Saint-Nicolas
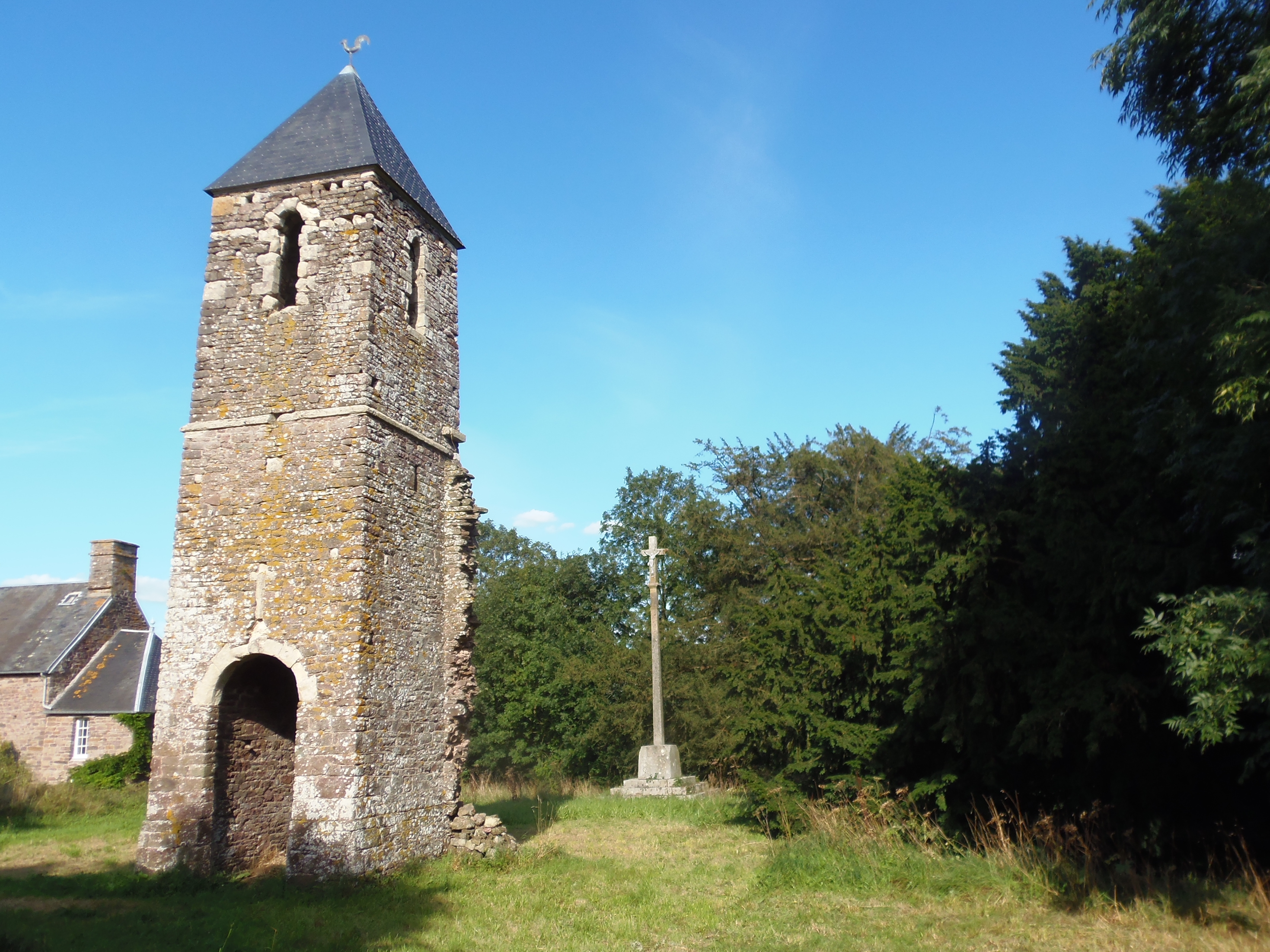
Turm der Kirche Saint-Georges